# 私刑 リンチ
『私刑 リンチ』（しけい りんち）は、1949年公開の日本映画。中川信夫監督、新東宝・竹井諒プロダクション製作、東宝配給、白黒映画、スタンダード・サイズ、10巻/2,676メートル（1時間38分）。
中川信夫の戦後作品としては4作目であり、『地獄』（1960年）までつづく、中川と嵐寛寿郎のコンビ第1作でもある。またGHQによる「チャンバラ禁止令」の影響下で製作された嵐寛寿郎主演の現代劇の一本でもある。

## 概要
原作は大坪砂男の同名小説（『宝石』1949年6月号）。本格ミステリーでデビューした大坪が一転してやくざ社会に材を取った「無頼漢小説」（大坪が自著の「後書」で使った言葉。なお、大坪は本作で第3回探偵作家クラブ賞短篇賞を受賞している）。映画では嵐寛寿郎演じるやくざが足を洗おうとする戦前編と、そのやくざの組長の一人息子が復員してからの戦後編の、二部作構成になっている。
本作品に出演した池部良のインタビュー本を著作した志村三代子と弓桁あやは、本作品の嵐演じるやくざを「『網走番外地』シリーズをはじめとして、晩年に多数出演したやくざ映画の原点」であると指摘している。製作当時、現役のスター俳優だった嵐は、後半で老け役になる主人公ではなく、池部演じる組長の一人息子の方を演じたかったとプロデューサーの竹井諒に話していたという。
メインタイトルは『私刑 リンチ』であり、本編映画の中に、清川玉枝を逆さ吊りにして棒でメッタ打ちにするというやくざの凄まじいリンチシーンが描かれているが、主人公のやくざはそれを逃れ続けて青年期から初老に至り、主役の嵐寛寿郎がリンチにかけられる場面は全編を通してない。映画評論家の山根貞男は、この映画のスタイルを「あのアラカンが、一度たりともカッコよく描かれない（中略）過剰な思い入れということを強く排する醒めた目の映画」と評している。

## あらすじ
昭和のはじめごろ。東京近郊を支配する中堅やくざの菅原組は、毎年恒例の金源寺祭礼の宴会で賑わっていた。しかし、最近、菅原組の若い衆として台頭してきた清吉は、兄貴分で幹部の緋桜や梅若に嫉妬されてろくな仕事も与えられないでいた。特に梅若は、清吉に気のある料亭の仲居・お加代に横恋慕していて、事あるごとに清吉につらくあたっていた。
金源寺では秘仏の黄金仏を祭礼でご開帳するならわしになっていたが、清吉が気に食わない緋桜と梅若は、黄金仏を盗み出せば清吉がお加代と一緒になってやくざ稼業から足を洗うことを許すと話を持ちかける。しかし、これは罠だった。黄金仏をまんまと盗み出した清吉は、鉄橋の上で梅若に命を狙われ、その場は何とか逃れてお加代と逃亡しようとするものの、彼らをリンチにかけて黄金仏の行方を聞き出そうとする、菅原一家の組を挙げての追跡から逃げ惑うことになる。梅若を殺してしまった清吉は警察に逮捕され、18年の懲役刑に服することになる。
18年後の1949年（昭和24年）、お加代はひたすら清吉の出所を待ち続けていたが、清吉との間に生まれた一人娘の桑子は歌手に憧れて、悪い仲間たちとバンドを結成して闇市で歌い歩いていた。戦後の新興ヤクザである桜井物産のチンピラにからまれた桑子は、今は靴の修理工になっている復員兵に助けられるが、その復員兵は子供の頃清吉に可愛がられていた菅原の一人息子・信夫で、彼は父を失った今は清吉とお加代を唯一の身寄りとして、お加代母子の面倒を見ていた。
刑期を終えて出所した清吉は、桜井物産のチンピラたちに取り囲まれる。桜井物産のボスは、かつての緋桜だった。緋桜は清吉の出所を祝う宴会を開いて、清吉が隠し続けている黄金仏のありかを聞き出そうとするが、緋桜の罠に気づいた清吉は夜中に緋桜の屋敷から逃げ出してしまう。緋桜は清吉を捕まえて再び彼をリンチにかけようとするが、清吉の危機を知った信夫によって救われ、桜井物産は緋桜をはじめ警察に一網打尽にされてしまう。隠していた黄金仏を警察に渡した清吉は、10数年を経てやっと家族水入らずの時間を取り戻すのだった。

## いわゆる『私刑』事件について
本作の公開をめぐっては日本映画史に残る事件があった。
本作を製作した新東宝は東宝争議の最中の1947年3月に東宝の全額出資の「株式会社新東宝映画製作所」として設立された。その後、1948年4月には「株式会社新東宝」と改組され、初代社長には元パラマウント極東支配人で「配給の神様」の異名を取る佐生正三郎が就任した。この新会社は、「新東宝による製作、東宝による配給」という形で、実質的なストライキ破りの機能を果たして東宝争議の最中の東宝を支えた。
しかし、東宝争議は1948年10月を以て一応の終結を見た。これにより、東宝と新東宝の関係の調整が必要となった。ここで東宝が事実上の子会社である新東宝の社長を佐生という大物に託したことが裏目に出た。話し合いの中で新東宝は「映画製作はすべて新東宝に任せる」「製作のため砧撮影所を新東宝に貸しスタジオとして一か月一〇〇〇万円で提供する」などを提案。東宝内部の意見は割れたものの、最終的に東宝の渡辺銕蔵社長は新東宝の提案を受け入れた。しかし、その後、東宝内部で自主製作再開の声が高まり、1949年9月26日の臨時重役会で渡辺社長が解任され、自主製作派の米本卯吉が新社長になった。米本は早速、新東宝に対し協定の改訂を求めるものの、11月13日、新東宝の佐生社長は「十二月一日以降、新東宝の映画は東宝へは渡さず自主配給する」と一方的に通告した。この際、新東宝が自主配給の第一弾としたのが『私刑 リンチ』だった。これに対し東宝は既に製作費を前金で払っているとして『私刑 リンチ』以下の8本を引き渡すよう仮処分を申請、裁判所がこれを認めた。これを受け『私刑 リンチ』は12月20日に東宝系列で公開となった。
当時、東宝の本社営業宣伝本部に所属していた斎藤忠夫は1987年に上梓した『東宝行進曲 私の撮影所宣伝部50年』（平凡社）の中でこの件を「『私刑』事件」と呼んでおり、この件が発端となって新東宝が東宝の全国セールスマン140名を引き抜いて「新東宝配給株式会社」を設立するというさらなる抗争へと発展したことを明かしている。

## スタッフ
- 監督： 中川信夫
- 製作： 竹井諒
- 原作： 大坪砂男
- 脚本： 小澤效
- 撮影： 河崎喜久三
- 美術： 下河原友雄
- 照明： 平岡岩治
- 録音： 根岸寿夫
- 音楽： 服部正
- 編集： 後藤敏男

## キャスト
- 清吉： 嵐寛寿郎
- お加代： 花井蘭子
- 緋桜： 進藤英太郎
- 梅若： 東野英治郎
- 菅原松五郎： 小堀誠
- 若水の女将： 清川玉枝
- 桑子： 久我美子
- 菅原信夫： 池部良